# João IV de Trebizonda
João IV de Trebizonda (c. 1403 – 22 de abril de 1460) foi um imperador do Império de Trebizonda que reinou entre 1429 e 1459. Foi antecedido no trono por Aleixo IV e sucedido por Davi.